# Jules Rimet
Jules Rimet (Theuley-les-Lavoncourt, 14 de outubro de 1873 — Suresnes, 16 de outubro de 1956) foi o terceiro presidente da Federação Francesa de Futebol (FFF), de 1919 a 1945, e o terceiro presidente da FIFA, de 1921 a 1954.
A 5 de Maio de 1928 foi feito Cavaleiro da Ordem Militar de Cristo de Portugal.

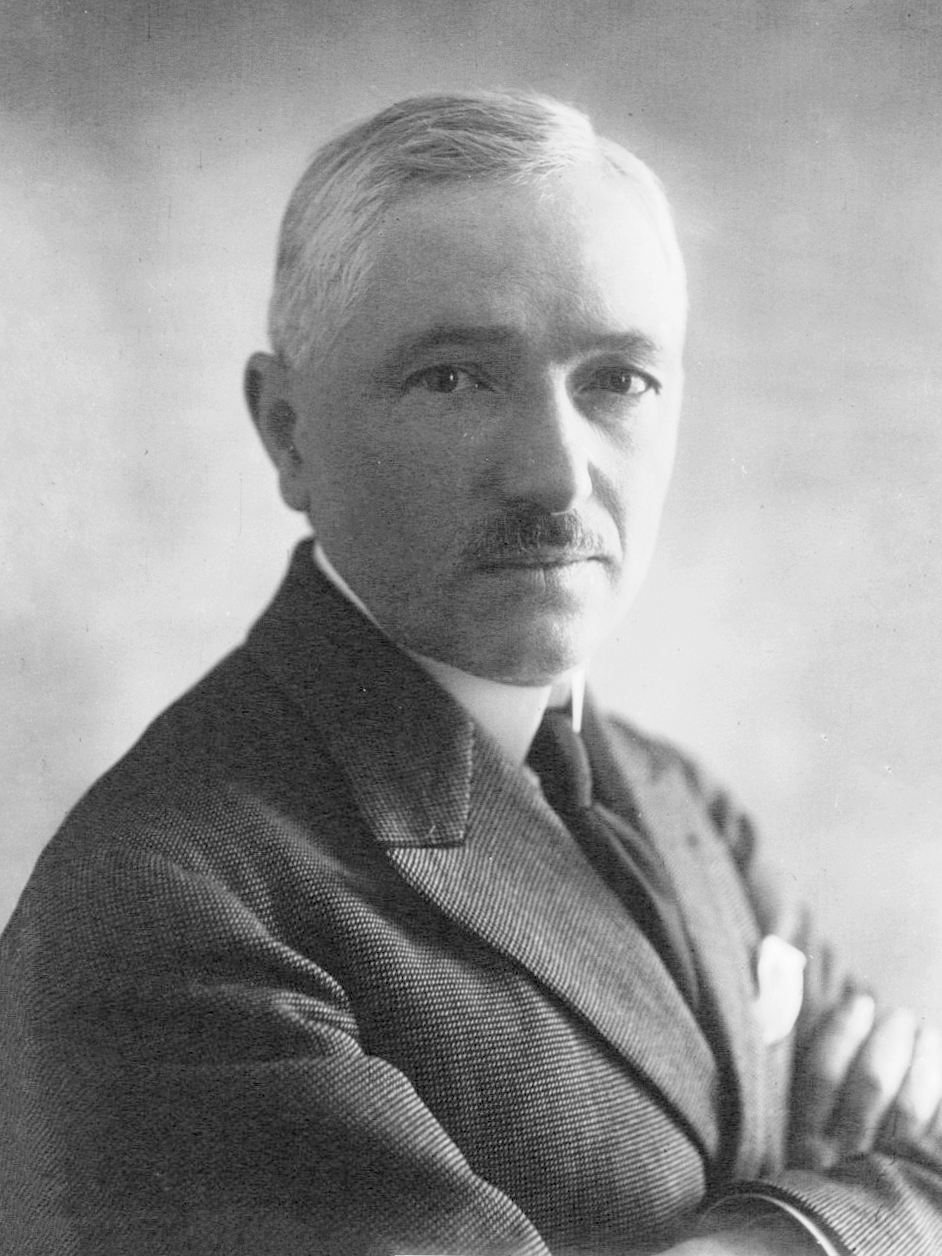
Jules Rimet em 1920.

Sob a iniciativa de Rimet, foi realizado o primeiro Mundial de Futebol em 1930 e, como forma de homenagem pelo seu papel no campeonato, o troféu recebeu seu nome a partir de 1946: Taça Jules Rimet.
Inspirado pelo sucesso do torneio olímpico de futebol, foi a força motriz por trás do início do Mundial de Futebol, em 1930. Seu objetivo era único e primordial: fazer a aproximação das nações através do desporto. A Primeira Guerra Mundial apenas reforçou sua determinação.
Supervisionou os cinco primeiros torneios mundiais, entregando pela última vez o troféu para o capitão Fritz Walter, da Seleção da Alemanha Ocidental, em junho de 1954. No mesmo mês, com 80 anos de idade, terminou seu duradouro e brilhante mandato, durante o qual aumentou a soma dos países membros da FIFA de 20 para 85. Em 21 de junho de 1954, Rimet foi nomeado presidente honorário da FIFA.